# Ragus The Show
Ragus The Show — це музично-танцювальне театралізоване шоу, яке складається з традиційних ірландських танців, інструментальної музики та піснеспівів. Автор ідеї та оранжувальник Фергал О'Мачу (Fergal O'Murchu), зреалізував свої самостійницькі творчі помисли в 1998 році при музичній підтримці хореографа-постановника Майкла Райана та однодумців-танцівників з півночі Ірландії.

## Історія
Наприкінці ХХ-го століття, на хвилях популярності ірландських танцювальних шоу постав новий музично-танцювальний колектив із самої півночі країни, саме з Аранських островів (Aran Islands), зокрема з острова Інішмор (Inis Mór), що на Ґалвей Бей (Galway Bay). Впродовж трьох років, з 1998 по 2001, відомий місцевий музикант Фергал О'Мачу,зібравши колектив однодумців, збирав етнічний гальський матеріал й відточував музично-танцювальну майстерність колективу у виступах на островах та узбережжі.
В 2001 році вони відгукнулися на запрошення столичних продюсерів та погодилися виступити в кількох нічних клубах Дубліна. Влітку 2001 року  на сцені культового ірландського клубу «Vicar Street Theatre», який знаходиться поруч славнозвісної броварні Guinness's Brewery, провінціали з островів здійняли справжню сенсацію. Уже звикла до помпезних, багатолюдних та громіздких кабаре-вистав від Майкла Флетлі та його послідовників з «Lord of the Dance» та «Riverdance», столична публіка отримала насолоду від етнічно-музичних та вокально-інструментальних номерів острівних танцівників.
Камерність й наближеність до етнічних мотивів були більше до вподоби ірландцям, відтак колектив Фергала майже прописався в культовому театрі ірландців «Olympia Theatre» , даючи вистави щотижня і впродовж 10-ка років. Окрім того, було сформовано ще кілька труп Ragus the Show, які, роками пізніше, почали гастролювати: одна трупа виступала в Ірландії, а інша мандрувала світом (виступаючи в Європі, Азії та Америці).

## Колектив/трупа
Трупа «Ragus the Show» має кілька складових: адміністративну, музично-хореографічна, танцювальну, вокальну.
- адміністративна: незмінним керівником колективу є Фергал О'Мачу (Fergal O'Murchu), який іще виступає за сумісництвом й продюсером та менеджером колективу;
- музично-хореографічна складова: це аранжувальник (той таки Фергал О'Мачу), його бізнес-партнер та хореограф-постановник Майкл Райан і кілька музикантів (яких, зазвичай, запрошують окремо, під конкретні номери);
- танцівники: спершу то було 5-8 дівчат-танцівниць та 2-3 чоловіки. Відколи появилося кілька гастрольних труп, довелося розширити штат танцівників. Незважаючи на це, в колективі сформувалися дві течії: танцівники, що виконують головні партії та танцювальні колективи для масштабніших дій;
- вокалістів Фергал запрошував також під конкретні номери й не мав постійних, тим самим йому вдавалося видозмінювати звичний сюжет, і виступ видавався знову новим та неочікуваним.

Відомі танцівники, які виступали в «Ragus the Show»: Donnacha Howard, Michael Donegan, Denise Ryan, Karen Halley, Deirdre Kiely, Gemma Donovan, Gillian Norris, EMMA O’SULLIVAN, JOHN FITZGERALD, DONNA DURRACK. А вокалістами були: Aileen O'Connor.

## Творчі ознаки
- «Ragus the Show» вдалося поєднати піснеспіви, музику та гаельські етнічні танці,чим вони і вирізняються від звичних акцентованих танцювальних шоу з Ірландії.
- Трупа не потребує надмірних сценічних надбудов та помпезності — цей компактний колектив виступає: як на фестивалях, так і в камерних закладах-клубах.